# Чентро Агриколо (Матера)
Чентро Агриколо (итал. Centro Agricolo) је насеље у Италији у округу Матера, региону Базиликата.
Према процени из 2011. у насељу је живело 113 становника. Насеље се налази на надморској висини од 126 м.